# Jagdgeschwader 7

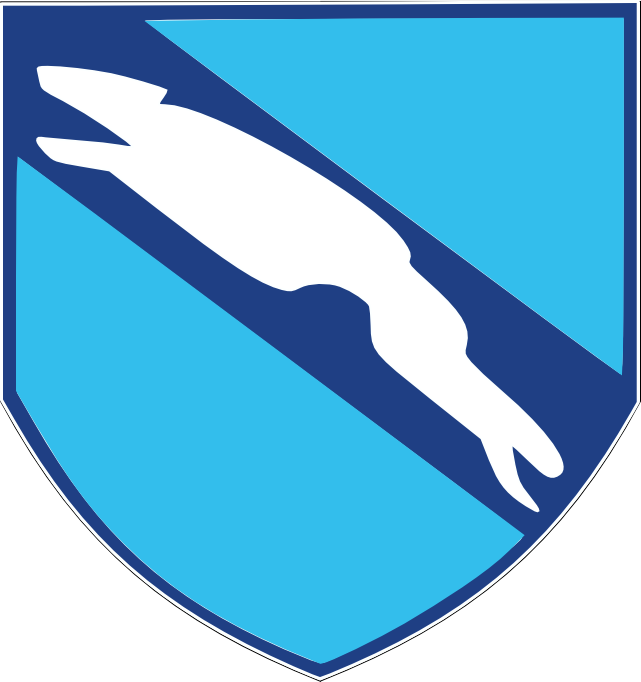

Jagdgeschwader 7 (JG 7) Nowotny – skrzydło myśliwskie niemieckiej Luftwaffe w czasie II wojny światowej; pierwsza niemiecka jednostka lotnicza wyposażona – jako całość – w myśliwskie samoloty odrzutowe Messerschmitt Me 262, sformowana pod koniec 1944 i używana bojowo do zakończenia wojny w maju 1945 roku.

## Historia
Skrzydło JG 7 pod dowództwem pułkownika Johannesa Steinhoffa, zostało sformowane z założeniem, że na wyposażeniu pilotów będą wyłącznie nowe i wciąż jeszcze testowane samoloty Me 262. Istniało początkowo jako doświadczalne Kommando Nowotny (na cześć Waltera Nowotnego, asa myśliwskiego, który zginął na Me 262 w listopadzie 1944 roku), przemianowane później na Dywizjon III/JG 7. Dowodzony przez majora Ericha Hohagena III/JG 7 był jedynym elementem JG 7 gotowym do walki przeciw siłom aliantów. Przez czas swej aktywności skrzydło JG 7 doświadczało nieregularnych dostaw nowych maszyn, braków paliwa i części zamiennych. Ponadto, co było naturalne przy przejściu na zupełnie odmienny typ samolotów, często dochodziło do wypadków podczas lotów szkoleniowych; w ciągu sześciu tygodni stracono w ten sposób dziesięć Me 262. Kłopoty techniczne i braki materiałowe odbijały się na lotach bojowych, prowadzonych zwykle przez nie więcej niż 4 do 6 samolotów.

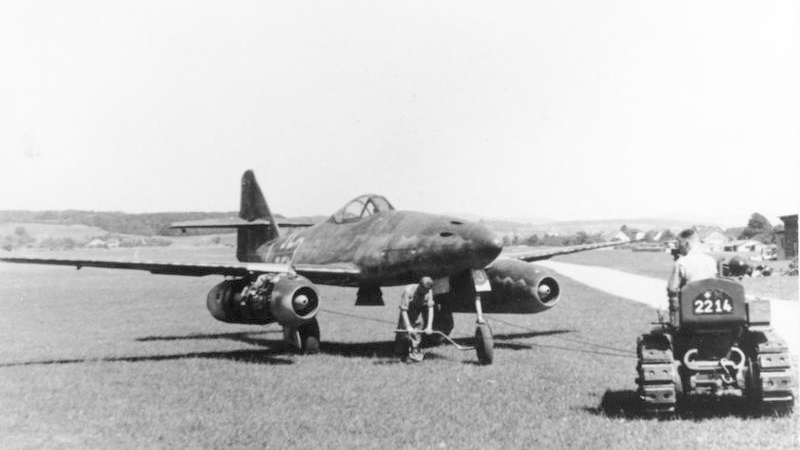
Messerschmitt Me 262A na lotnisku

Startujące z lotnisk pod Brandenburgiem, Oranienburgiem i Parchimem odrzutowce były naprowadzane na wielkie formacje bombowców USAAF. 3 lutego 1945 roku samoloty III/JG 7 przechwyciły formację Eighth Air Force i zestrzeliły 5 bombowców. Do końca lutego piloci Me 262 meldowali strącenie około 45 czterosilnikowych bombowców i 15 myśliwców, ale na tym etapie wojny – wobec potężnej ofensywy alianckiej w powietrzu – nie miało to już znaczenia.
Dopiero w marcu JG 7 zaczęła przeprowadzać ataki na większą skalę. 3 marca 29 odrzutowców zestrzeliło 8 maszyn nieprzyjaciela przy stracie jednej własnej. 18 marca Dywizjon III/JG 7 dokonał najliczniejszego, jak dotąd, ataku: aż 37 Me 262 uderzyło na potężną formację 1200 amerykańskich bombowców i 600 myśliwców. W akcji tej po raz pierwszy użyto nowych, niekierowanych pocisków rakietowych R4/M. Piloci raportowali zestrzelenie 12 bombowców i 1 myśliwca przy stracie trzech Me 262.
Me-262 był trudnym przeciwnikiem dla P-47 i P-51 z powodu znacznej przewagi prędkości. Alianckie myśliwce w eskorcie bombowców trzymały się znacznie wyżej niż formacja – pikowanie z tej wysokości przydawało im prędkości znacznie niwelując różnicę. Ponadto Me 262 był mniej zwrotny od P-51, więc dobrze wyszkolony aliancki pilot mógł wymanewrować Me 262. Np. 9 kwietnia 1945 roku 133 Skrzydło Myśliwskie, składające się z trzech polskich dywizjonów, zestrzeliło cztery Me 262 bez strat własnych. Jednak tak naprawdę zestrzelenie odrzutowca, czy nawet szybszego, rakietowego Me 163 Komet, było najłatwiejsze na ziemi lub podczas startu bądź lądowania. Lotniska Luftwaffe, z których startowały myśliwce odrzutowe i rakietowe, jak Parchim czy Bad Zwischenahn, były często bombardowane, a alianccy piloci patrolowali okolice tych lotnisk polując na maszyny podchodzące do lądowania. Luftwaffe przeciwdziałała instalując na podejściach baterie dział przeciwlotniczych (tzw. flak allee) i wysyłając konwencjonalne myśliwce dla osłony lądujących Me 262 z góry. Mimo tych wysiłków w marcu i kwietniu 1945 roku alianckie patrole nad lotniskami doprowadziły do licznych strat odrzutowców.
7 kwietnia Eighth Air Force rzuciła do boju trzydzieści dwie Bomber Groups (BG) oraz czternaście Fighter Groups (FG) do akcji przeciw celom na obszarze tego, co zostało z III Rzeszy. Zbombardowane zostały wszystkie niemieckie lotniska, na których stacjonowały odrzutowce. W rezultacie zniszczeniu uległo niemal 300 samolotów wszelkich typów. 16 kwietnia rekord ten został pobity: ponad 700 samolotów niemieckich zostało zniszczonych na ziemi.
Pełna liczba samolotów zestrzelonych przez odrzutowce JG 7 jest trudna do ustalenia ze względu na brak rejestrów Luftwaffe (zaginęły lub zostały zniszczone), ale Me 262 strąciły co najmniej 136 maszyn, a badania wykazały, że piloci raportowali zestrzelenie około 420 samolotów alianckich.

## Dowódcy

### Skrzydła
- Oberstleutnant Johannes Steinhoff, od 1 stycznia 1944
- Major Theodor Weissenberger, od 1 stycznia 1945
- Major Rudolf Sinner (p.o. d-cy), od 19 lutego 1945

### Dywizjonów

#### I/JG 7
- Hauptmann Gerhard Baeker, od sierpnia 1944
- Major Theodor Weissenberger, od 25 listopada 1944
- Major Erich Rudorffer, od 14 stycznia 1945
- Oberleutnant Fritz Stehle, w kwietniu 1945
- Major Wolfgang Späte, od kwietnia 1945

#### II/JG 7
- Major Hermann Staiger, od 12 stycznia 1945
- Hauptmann Burkhard, w lutym 1945
- Major Hans Klemm, od 15 kwietnia do 8 maja 1945

#### III/JG 7
- Major Erich Hohagen, od 19 listopada 1944
- Major Rudolf Sinner, od 1 stycznia 1945
- Hauptmann Johannes Naumann, od 5 kwietnia 1945

#### IV/JG 7
- Oberstleutnant Heinrich Bär, od 3 maja 1945

## Piloci JG 7
- Heinrich Ehrler
- Karl Schnörrer
- Walter Schuck
- Johannes Steinhoff
- Theodor Weissenberger
- Rudolf "Rudi" Glockner
- Erich Tesch
- Franz Stigler